# Alan Bond
Pour les articles homonymes, voir Bond.
Alan Bond est un homme d'affaires australien né le 22 avril 1938 à Hammersmith, Londres et mort le 5 juin 2015  à Perth.
Il est renommé pour ses entreprises très en vue, pour avoir emporté pour le compte de l’Australie, le trophée de la Coupe de l'America (voile) et pour des délits dans le cadre de ses affaires.

## Biographie

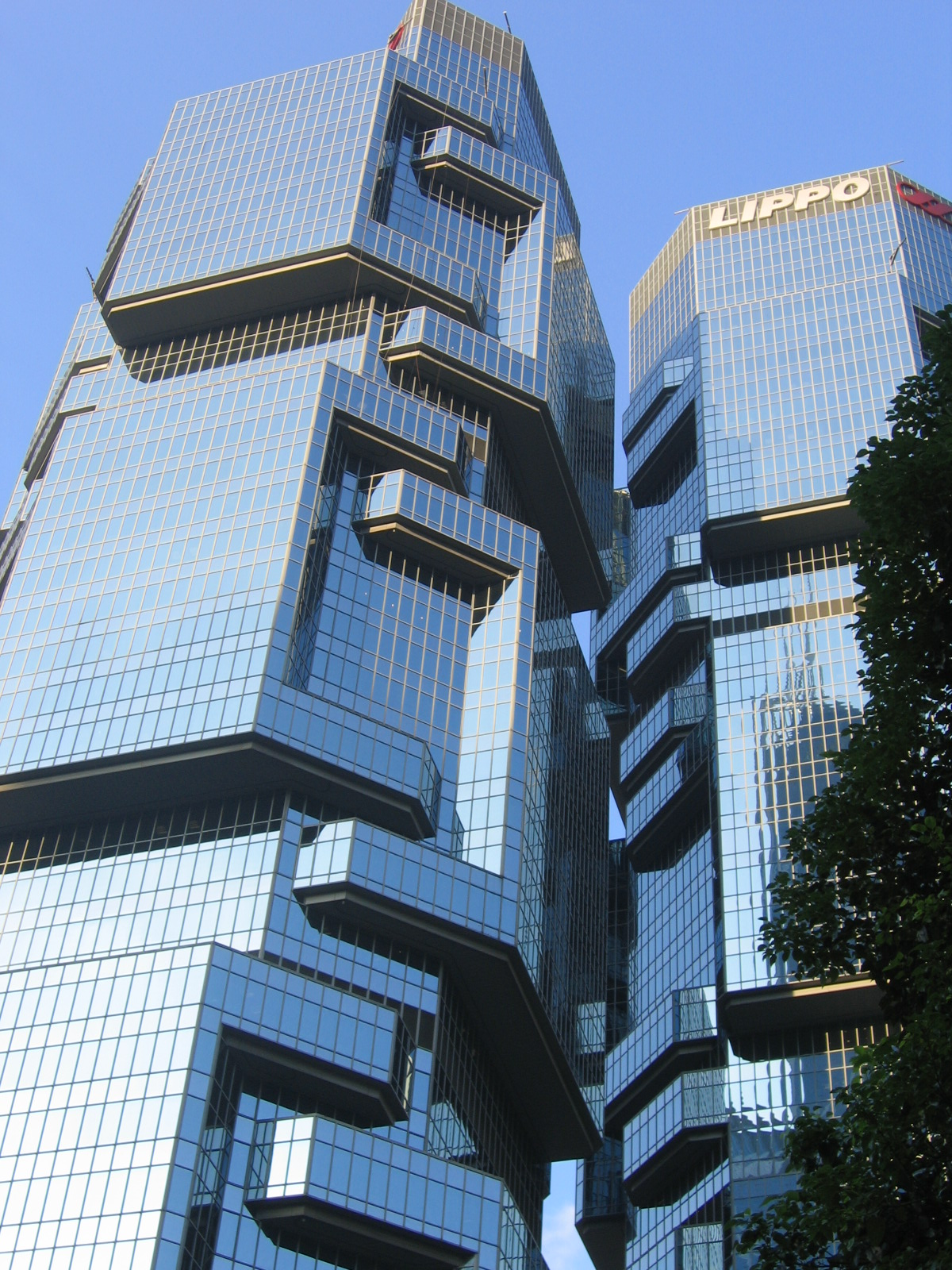
Lippo Centre à Hong Kong dont Alan Bond a été le promoteur en 1987.

Bond est né à Londres (Angleterre) et émigra à Perth avec ses parents et sa sœur Geraldine en 1950. Il commença sa carrière en tant que peintre d’enseignes et créa ce qui sera la Bond Corporation en 1959. Il devint un héros en Australie en finançant les challenges pour le trophée yachting, la Coupe de l'America : ce qui amena sa sélection comme l’Australien de l’Année en 1978. Il emporta le trophée (détenu par les États-Unis depuis 1851) en 1983.
Au départ, Bond fit fortune dans la promotion immobilière. Il étendit par la suite ses intérêts commerciaux dans d’autres domaines dont la brasserie, (il dirigeait la société Castlemaine Tooheys et G. Heileman Brewing, à La Crosse, Wisconsin), l’extraction d’or et la télévision. Il finançait la mise en place de la première université privée d’Australie : l’Université Bond.
En 1987, Bond fit l’acquisition du célèbre tableau de Vincent van Gogh, les Iris pour 54 millions de dollars – à ce moment-là, un record mondial pour un seul tableau. L’achat a été financé par un prêt important consenti par le commissaire-priseur (Sotheby's) que, par la suite, Bond n’a pas réussi à rembourser et le tableau fut revendu au J. Paul Getty Museum de Los Angeles en 1990. Toujours en 1987, son entreprise rachète la brasserie G. Heileman Brewing Company aux États-Unis pour 1,3 milliard de dollars, ainsi que le réseau de télévision australien Channel 9 pour 1,05 milliard de dollars australiens.
Le krach de la Bourse en 1987 et le désaccord avec l’homme d’affaires londonien Tiny Roland, furent deux des facteurs qui ont finalement provoqué l’effondrement de l’empire de Bond. En 1990, la Bond Corporation Holding est endettée à hauteur de 6,5 milliards de dollars auprès des banques américaines. Sur l'année fiscale 1988-1989, la société annonce une perte de 733 millions de dollars. En 1992, incapable de rembourser une dette de 194 millions de dollars auprès de la Hongkong Bank of Australia, Alan Bond est officiellement en faillite. Il affirme aux autorités ne détenir plus que 38,000 dollars répartis sur trois comptes en banque.
Bond fut incarcéré en août 1996 sous une inculpation associée au tableau d’Édouard Manet, La Promenade. En 1997, il fut condamné à 4 années de prison de plus, ayant plaidé coupable d’avoir transféré de façon irrégulière 1,2 milliard de dollars de l’une de ses sociétés, Bell Resources, pour soutenir la Bond Corporation qui périclitait.
En 1995, la famille de Bond l’a racheté de la faillite, en utilisant près de 12 millions de dollars qu’elle détenait en fidéicommis offshore pour parvenir à un accord avec les créanciers à qui 1,8 milliard de dollars étaient dus.
Il a fallu quelque temps à Bond pour reprendre pied après sa mise en liberté. Cependant, depuis 2004, les intérêts liés à la famille Bond ont largement investi dans Madagascar Oil, société créée par l’homme d’affaires canadien, Samuel « Sam » Malin, et par un corésident de Perth, Robert Nelson, pour exploiter les vastes gisements à terre (onshore) d’huile lourde de Madagascar. Les intérêts liés à la famille Bond détiennent aussi des actions dans la Lesotho Diamond Corporation (Kao Diamonds).
Alan Bond meurt le 5 juin 2015  à l'hôpital Fiona Stanley (en) de Perth, après une opération à cœur ouvert qui l'avait laissé dans le coma en début de semaine.